# Gasparone (1937)
Gasparone ist eine deutsche Operettenverfilmung von Georg Jacoby aus dem Jahr 1937. Sie beruht auf Carl Millöckers Operette Gasparone.

## Handlung
Im Staat Olivia treibt nach Jahren der Pause erneut der Räuber Gasparone sein Unwesen. Sogar ein Bühnenstück, in dem Tänzerin Ita die Hauptrolle spielt, widmet sich seinen Taten. Ita ist es, die dem Polizeipräfekten Nasoni neben Gasparone am meisten Sorgen macht: Die Nichte des undurchsichtigen Massaccio ist die große Liebe seines Sohnes Sindulfo. Der jedoch soll nach dem Willen Nasonis die Gräfin Carlotta Ambrat heiraten. Die ist zwar noch arm, doch weiß Nasoni, dass der reiche, aber verschollene Verwandte Graf Jucundus inzwischen für tot erklärt wurde. Gräfin Ambrat ist daher als Erbin zu einer guten Partie geworden, auch wenn Nasoni die Erbschaft erst nach der Hochzeit seines Sohnes verkünden will.
In Olivia taucht ein charmanter Fremder auf, der sich als Erminio vorstellt und sich sofort in Carlotta verliebt. Als Sindulfo von seinem Vater gezwungen wird, mit den Ambrats fortzufahren, sprechen sich Erminio und Ita ab: Sie verkleidet sich mit ihren Tänzerinnen als Gasparone und nimmt Sindulfo gefangen. Sie flüstert ihm ins Ohr, dass Carlotta Gasparone gehöre und er sie nie heiraten dürfe. Carlotta wird unterdessen von Erminio „gerettet“, der von der herbeigerufenen Polizei für Gasparone gehalten wird. Dennoch darf Erminio auf dem Schloss der Gräfin übernachten. Als er sich nachts davonstehlen will, wird er von Sindulfo aufgehalten, der hofft, dass Carlotta sich in der Nacht endgültig in Erminio verlieben wird. Erminio schlägt Sindulfo nieder und begibt sich zur Kneipe von Massaccio, der in Wirklichkeit als Kaffeeschmuggler aktiv ist. Um seine Taten besser decken zu können, hat er Überfälle von Gasparone erfunden, die die Polizei in Stunden der Schmuggleraktivität vom eigentlichen Tatort fernhalten sollen. Erminio erhält von Massaccio das Geständnis, Gasparone zu sein, und will ihn stellen, wird jedoch von Massaccios Komplizen um den Gastwirt Benozzo überwältigt und in ein Verlies gesperrt. Erst spät gelingt ihm die Flucht und Benozzo erklärt ihm, dass alle auf der Verlobung von Gräfin Carlotta Ambrat mit Sindulfo weilen.
Erminio eilt aufs Schloss, wo Ita die Gäste so lange unterhalten kann, bis er in Frack und Fliege erscheint und die Verlobungsrede vereitelt. Die gesamte Veranstaltung wird kurz darauf durch die Ankunft des Grafen Jucundus unterbrochen, der aus dem Dschungel heimgekehrt ist. Die reiche Erbschaft, auf die Nasoni gehofft hat, ist nun dahin und er drängt seinen Sohn, auf die Verlobung mit Carlotta zu verzichten. Erminio und Ita sind empört. Als Jucundus erklärt, er habe so viel Geld, dass er das Schloss Carlotta und ihrer Tante Zenobia überlassen werde, ist Nasoni wieder für die Verbindung seines Sohnes mit der Gräfin. Die hat unterdessen von Erminio einen Heiratsantrag bekommen, während sich Sindulfo mit Ita verlobt hat. Gemeinsam kehren sie zur Feiergesellschaft zurück und stellen die Anwesenden vor vollendete Tatsachen. Erminio kann sich nun allen als Staatsbeamter vorstellen, dessen Aufgabe die Gefangennahme von Gasparone war – Gasparone alias Massaccio wiederum wurde in der Zwischenzeit verhaftet.

## Produktion
Gasparone wurde vom 1. September bis November 1937 auf dem Freigelände Neubabelsberg sowie auf den Inseln Korčula und Lokrum bei Dubrovnik gedreht. Die Zensur gab den Film am 14. Dezember 1937 ab 14 Jahren frei. Gasparone erlebte am 21. Dezember 1937 im Berliner Ufa-Palast am Zoo seine Premiere.
Gasparone beruht auf der gleichnamigen Operette von Carl Millöcker. Die Melodien Millöckers wurden dabei von Peter Kreuder bearbeitet. Im Film dominiert der Gesang von Johannes Heesters, der erst 1935 nach Deutschland gekommen war und hier eine seiner ersten Filmrollen auf Deutsch spielte. Ihm zur Seite stand Marika Rökk; es war nach Der Bettelstudent aus dem Jahr 1936 die zweite Zusammenarbeit beider Schauspieler. „‚Gasparone‘ war der letzte Schritt zum großen Erfolg“, stellte Marika Rökk rückblickend in Bezug auf ihre Karriere fest. Sie lernte für den Film innerhalb weniger Wochen bei einem Amerikaner steppen und zeigte in Gasparone zum ersten Mal in ihrer Filmkarriere eine Stepptanznummer. Die Steppserie von Eleanor Powell in Broadway Melody hatte Rökk zuvor dazu gebracht, Steppen lernen zu wollen. Für ihre Tanznummer wurde sie nach der Premiere von der Kritik mit Powell verglichen.

## Kritik
Der film-dienst schrieb: „Leo Slezak als umfangreicher Polizeipräfekt und Marika Rökk auf dem Gipfel ihrer fabelhaften Tanztechnik bringen Schwung in die unbeschwert auf Arien dahinplätschernde Handlung.“
Cinema befand: „Ein netter Musikfilm nach der Operette von Carl Millöcker mit dem damaligen Traumpaar Marika Rökk/Johannes Heesters. Fazit: Damals fesch, aber heute angestaubt“.
Der Evangelische Film-Beobachter zog folgendes Fazit: „Vorkriegsverfilmung der bekannten Operette mit ein wenig Alterspatina. Jedoch dank der guten Besetzung eine im ganzen schwerelose Unterhaltung ab 14.“